# Adaptives Neuro-Fuzzy-Inferenzsystem
Als Adaptives Neuro-Fuzzy-Inferenzsystem (ANFIS) wird in der Neuroinformatik ein künstliches neuronales Netz bezeichnet, welches zur Darstellung verschiedener Fuzzy-Inferenzmechanismen – also Mechanismen zum logischen Schließen aus unscharfen Mengen – dient. Übliche Mechanismen sind dabei Takagi-Sugeno-Regler und Tsukamoto-Regler. Der Name eines ANFIS-Netzes leitet sich vom höchsten Polynomgrad im DANN-Teil des Regelalgorithmus ab (z. B. ANFIS ersten Grades).
ANFIS-basierte Systeme verbinden die Prinzipien neuronaler Netze mit denen der Fuzzylogik und vereinen so die Vorteile beider Systeme:
- Verarbeitung unter Einbeziehung linguistischer (natursprachlicher) Aspekte der Information
- Entscheidungen basierend auf dem Grad der Unsicherheit
- Lernfähigkeit

## Architektur
Im Allgemeinen kann ein ANFIS in fünf Stufen unterteilt werden. Wenn bekannt ist, dass der Sugeno-Takagi-Regler n Eingangsgrößen (x1, … , xn) und m Regeln hat, haben diese Stufen die folgende Aufgaben:
1. Am Eingang des Netzes werden die Eingangsgrößen festgelegt, und jede der Prämissen Pij wird berechnet. Hierbei bleibt i im Bereich {1, … , m} und j im {1, … , n}. Dabei gehört Pij zu Regel i und bekommt Eingangsgröße j. Es ist wichtig zu bemerken, dass nicht alle Pij existieren müssen. Das hängt von der Form der Regeln ab.
2. Diese Prämissen werden durch Fuzzy-Operatoren verknüpft, so dass die Endprämissen der ganze WENN-Teile ermittelt werden. Zum Beispiel, wenn der erste WENN-Teil „P11(x1) UND P12(x2)“ heißt, wird das Ergebnis dieses ganzen Ausdrucks eine Endprämisse sein. Diese Endprämissen werden w1, w2, … , wm genannt.
3. Wenn alle Endprämissen ermittelt sind, können sie normalisiert werden, indem jede Endprämisse durch die Summe aller Prämissen dividiert wird. {\displaystyle \textstyle {\overline {w_{i}}}=w_{i}/\sum _{\forall i}{w_{i}}}. So erhält man die neuen Werte {\displaystyle {\overline {w_{i}}}}.
4. Um die Sugeno-Takagi-Inferenz zu realisieren, muss man die normalisierte Endprämissen {\displaystyle {\overline {w_{i}}}} mit entsprechenden Polynomfunktionen f1, … , fm multiplizieren. Diese Polynomfunktionen bekommen wieder die Eingangsparameter. Im Ganzen erhält man als Ergebnis jeder Regel ein Produkt {\displaystyle {\overline {w_{i}}}f_{i}(x_{0},...,x_{m})}.
5. Schließlich werden die zuletzt ermittelten Werte {\displaystyle {\overline {w_{i}}}f_{i}(x_{0},...,x_{m})} summiert und ausgegeben.

## Beispiel
Nun wird ein einfacher Sugeno-Takagi-Regler mit zwei Eingangsgrößen und zwei Regeln beobachtet:
```
WENN P
11
(x
1
) UND P
12
(x
2
) DANN f1(x
1
, x
2
)

WENN P
21
(x
1
) UND P
22
(x
2
) DANN f2(x
1
, x
2
)
```

Das ANFIS, das diesen Regler implementiert, wird so aussehen:

Skizze des oberen Systems

## Lernen
Einer der bekannten Lernalgorithmen für ein ANFIS ist der sogenannte Hybridalgorithmus, der z. B. während der Vorwärtsphase der Backpropagation die Prämissenparameter als konstant annehmen und konsequente Parameter mit der Methode der kleinsten Quadrate optimieren kann, während in der Rückwärtsphase die konsequenten Parameter als konstant betrachtet und die Prämissenparameter mittels Gradientenverfahren optimiert werden.